# بدون فلتر (مسلسل)
بدون فلتر مسلسل سعودي عرض في شهر رمضان عام 2018 المسلسل من بطولة عبد الله السدحان وهو عبارة عن حلقات متنوعة كل حلقة.تحكي عن موضوع مختلف  

## طاقم العمل

### الممثلين
- عبدالله السدحان
- سعد الفرج
- محمد جابر
- علي إبراهيم
- بشير الغنيم
- علي المدفع
- ليلى السلمان
- سناء بكر يونس
- إبراهيم الحساوي
- أميرة محمد
- مروة محمد
- أميرة العباس
- أحمد شعيب
- جميل علي
- أغادير السعيد
- عبدالله السناني
- مرزوق الغامدي
- يحيى الغماري
- جميل القحطاني
- جميل علي
- أحمد العليان
- سند أبا الخيل
- رجاء الحاضي
- قمر الترك
- عبدالله عسيري
- عبدالله المزيني
- عبدالعزيز المبدل
- محمد الكنهل
- ناصر الربيعان
- محمد المنصور (ممثل سعودي)
- محمد القس
- يعقوب الفرحان
- محسن الشمري
- نيرمين محسن
- ليلى إسكندر
- فوز الشطي
- سارة اليافعي
- إلهام علي
- عيد سعد
- سعد سلطان
- محمد العمري
- وائل الحربي
- ماجد مطرب فواز
- محمد الحارثي

### إخراج
- ماجد الربيعان   (مخرج)
- هناء العمير   (مخرج)
- عبد الرحمن عايل (مخرج)
- سمير عارف (مخرج)
- هند الفهاد   (مخرج)
- صلاح الجزار   (مساعد مخرج أول)

### تأليف
- عبدالله السدحان   (ورشة النص)
- عبد الله المقرن (ورشة النص)
- عنبر الدوسري (ورشة النص)
- اسامه القس (ورشة النص)
- حسين الراشد (ورشة النص)
- مفرج المجفل.[3]

### موسيقى
- ساهر (كلمات)
- عمار البني   (الألحان والتوزيع الموسيقي)
- فهد السالم (غناء)
- محمد ناصف   (موسيقى تصويرية)

### إنتاج
- تلفزيون المملكة العربية السعودية (منتج)
- المحلية للإنتاج الفني والتوزيع (منتج منفذ)

### صوت
- خالد بيبو   (مهندس الصوت)
- محمد ناصف (مكساج)

### تصوير
- بشير مهبولي (مدير التصوير)

### اشراف عام
- نواف السدحان   (إشراف عام)